# Centro de Lançamento Espacial de Wenchang
O Centro de Lançamento Espacial de Wenchang localizado perto de Wenchang, na costa nordeste da ilha de Ainão. É um dos dois locais de lançamento de espaçonaves do Centro Espacial de Xichang (o outro local está em Xichang).
Foi um antigo centro de teste suborbital. É a quarta instalação de lançamento de veículos espaciais, e a mais meridional da República Popular da China. Ele foi especialmente selecionado por sua baixa latitude, que é de apenas 19 graus ao norte do Equador, o que permitirá um aumento substancial na carga necessária para o futuro programa tripulado a estação espacial e o programa de exploração do espaço profundo. Ele também é capaz de lançar os novos veículos Longa Marcha 5 (CZ-5).
Ao contrário dos centros espaciais no continente cuja largura da pista é muito estreita para o transporte de veículos novos de 5 metros, Wenchang usa seu porto marítimo para o transporte dos equipamentos. O primeiro lançamento ocorreu com sucesso em 25 de junho de 2016.